# Muscat Securities Market
La Muscat Securities Market (MSM) è la principale borsa valori dell'Oman, situata nella capitale Mascate.